# Animowana historia Polski
Animowana historia Polski – krótkometrażowy film animowany z 2010 roku w reżyserii Tomasza Bagińskiego, przedstawiający wybrane fakty z historii Polski. Prace nad nim trwały przez około rok. Był prezentowany podczas Toronto Polish Film Festival oraz otworzył 35 edycję Festiwalu Polskich Filmów Fabularnych w Gdyni.

## Nagrody
Znalazł się wśród 33 produkcji spełniających wymagania niezbędne do ubiegania się o nominację do Oscara za najlepszy krótkometrażowy film animowany w 2010 roku, jednak jej nie otrzymał. Produkcja została wyróżniona nagrodą Animago jako Najlepsza wizualizacja w 2010 roku.
Film reklamujący Polskę na światowej wystawie Expo 2010 w Szanghaju.